# Ersatzheer
Ersatzheer (Nederlandse letterlijke vertaling: Reserveleger) was een onderdeel van de Wehrmacht in de Tweede Wereldoorlog. Het Ersatzheer was gestationeerd in het rijksgebied, en bestond uit commando- en bestuursautoriteiten, trainingseenheden en bewakingstroepen.

## Taak
Het Ersatzheer had in het bijzonder de taak in het Heimatkriegsgebiet (vrije vertaling: Vaderlandse oorlogsgebied), de opleiding van reservemanschappen en het aanvragen en testen van technische vernieuwingen. Het omvatte de afdelingen met inspecteurs voor de verschillende dienstvakken van het Heer, voor opleidingen en voor officiersopleiding. Daarnaast behoorden het Allgemeine Heeresamt, het Heereswaffenamt en het Heeresverwaltungsamt met de militaire districtscommando's tot het Ersatzheer. In 1944 werd het Heerespersonalamt ook ondergeschikt gesteld aan het Ersatzheer.
De divisies hadden in het vaderlandsegebied opleidingseenheden van regimentssterkte, die ondergeschikt gesteld waren aan het Ersatzheer. In deze regimenten ondergingen alle nieuwe opgestelde soldaten een basistraining, en werden vervolgens naar hun eigenlijke gevechtseenheid gestuurd. In het Ersatzheer werden alle soldaten ondergeschikt gesteld die met verlof, of in een veldhospitaal waren. Of anderszins in reconvalescentie of voor training in het rijksgebied waren. De indeling in het Ersatzheer was automatisch, en duurde tot de soldaat was teruggekeerd naar zijn eenheid aan het front.

## Het Ersatzheer in de Tweede Wereldoorlog
Op 26 augustus 1939 tijdens de mobilisatie werden er uit delen van het Allgemeines Heeresamt (AHA) een afdeling Chef der Heeresrüstung und Befehlshaber des Ersatzheeres (BdE) in het Oberkommando des Heeres opgericht. Op 1 september 1939 werd Generaloberst Friedrich Fromm benoemd tot bevelhebber van het Ersatzheer. Het Ersatzheer zorgde voor de training en aanvullende eenheden voor de eenheden van het Heer die aan het front werden ingezet. De personeelssterkte van het Ersatzheer fluctueerde sterk (cijfers afgerond).
| Jaar | Veldleger | Ersatzheer | Totaal    |
| ---- | --------- | ---------- | --------- |
| 1939 | 2.741.000 | 996.000    | 3.737.000 |
| 1940 | 3.650.000 | 900.000    | 4.550.000 |
| 1941 | 3.800.000 | 1.200.000  | 5.000.000 |
| 1942 | 4.000.000 | 1.800.000  | 5.800.000 |
| 1943 | 4.250.000 | 2.300.000  | 6.550.000 |
| 1944 | 4.000.000 | 2.510.000  | 6.510.000 |
| 1945 | 3.800.000 | 1.500.000  | 5.300.000 |

Tegen het einde van de oorlog waren er steeds meer soldaten nodig aan het front, daarom nam de personeelssterkte van het Ersatzheer in die tijd steeds verder af. Na de aanslag op Hitler van 20 juli 1944, was het de bedoeling om het Ersatzheer in staat van paraatheid te brengen zodat het kritieke punten in het Rijk konden worden gecontroleerd. Nadat de aanslag was mislukt, droeg Adolf Hitler het bevel over het Ersatzheer over aan Reichsführer-SS Heinrich Himmler, dit omdat Hitler de officieren van de Wehrmacht niet langer vertrouwde. Himmler benoemde vervolgens SS-Obergruppenführer Hans Jüttner als zijn stafchef. Fromm werd door het Volksrechtbank ter dood veroordeeld wegens "lafheid in het aangezicht van de vijand". Het kon niet  bewezen worden dat hij direct betrokken was bij de aanslag, maar werd op 19 maart 1945 gefusilleerd in de gevangenis van Brandenburg-Görden.
Tegen het einde van de oorlog werden de trainingseenheden steeds meer ingezet tegen de oprukkende geallieerden. Het Ersatzheer vormde de laatste inspanning van de Wehrmacht.

## Militaire districtscommando's na 1939
| Wehrkreis (Militaire district) | Gebied                                                                                 | Hoofdkwartier |
| ------------------------------ | -------------------------------------------------------------------------------------- | ------------- |
| I                              | Oost-Pruisen, Bezirk Bialystok                                                         | Koningsbergen |
| II                             | Pommeren, Mecklenburg                                                                  | Stettin       |
| III                            | Altmark, Neumark, Brandenburg                                                          | Berlijn       |
| IV                             | Saksen, Oost-Thüringen, Noord-Bohemen, Noordelijk Sudetenland                          | Dresden       |
| V                              | Elzas, Baden, Württemberg                                                              | Stuttgart     |
| VI                             | Westfalen, Noordelijk Rijnland, Oost-België                                            | Münster       |
| VII                            | Zuid-Beieren                                                                           | München       |
| VIII                           | Silezië, Oostelijk Sudetenland                                                         | Breslau       |
| IX                             | Hessen, West-Thüringen                                                                 | Kassel        |
| X                              | Provincie Sleeswijk-Holstein, Noordelijke van de provincie Hannover                    | Hamburg       |
| XI                             | Vrijstaat Brunswijk, Anhalt, Zuidelijke van de provincie Hannover                      | Hannover      |
| XII                            | Zuidelijk Rijnland, CdZ-Gebiet Lothringen, Palts, Luxemburg                            | Wiesbaden     |
| XIII                           | Noord-Beieren, Noordwestelijk Sudetenland                                              | Neurenberg    |
| XVII                           | Rijksgouw Wenen, Lage Donau, Opper-Donau (met zuidelijk Sudetenland)                   | Wenen         |
| XVIII                          | Rijksgouw Salzburg, Tirol/Vorarlberg, Karinthië, Stiermarken (met noordelijk Slovenië) | Salzburg      |
| XX                             | Rijksgouw Danzig-West-Pruisen, Westelijk Oost-Pruisen                                  | Danzig        |
| XXI                            | Rijksgouw Wartheland                                                                   | Poznań        |
| Böhmen und Mähren              | Protectoraat Bohemen en Moravië                                                        | Praag         |

## Commandanten van het Ersatzheer
| Nr. | Afbeelding | Commandanten van het Ersatzheer                           | Aangetreden                       | Einde termijn    | Duur termijn      |
| --- | ---------- | --------------------------------------------------------- | --------------------------------- | ---------------- | ----------------- |
| 1   |            | General der Infanterie Joachim von Stülpnagel (1880-1968) | 26 augustus 1939                  | 31 augustus 1939 | 5 dagen           |
| 2   |            | Generaloberst Friedrich Fromm (1888-1945)                 | 31 augustus 1939/1 september 1939 | 20 juli 1944     | 4 jaar, 323 dagen |
| 2   |            | Reichsführer-SS Heinrich Himmler (1900-1945)              | 20/21 juli 1944                   | 28/29 april 1945 | 291 dagen         |

## Stafchef en plaatsvervangend commandant[13]van het Ersatzheer
| Nr. | Afbeelding | Stafchef van het Ersatzheer                                                               | Aangetreden     | Einde termijn       | Duur termijn                |
| --- | ---------- | ----------------------------------------------------------------------------------------- | --------------- | ------------------- | --------------------------- |
| 1   |            | Generalmajor Gerhard Kühne (1899-1948)                                                    | 1 april 1943    | 31 mei 1944         | 1 jaar, 1 maand en 30 dagen |
| 2   |            | Oberst i.G. Claus Schenk von Stauffenberg (1907-1944)                                     | 1 juni 1944     | 20 juli 1944        | 1 maand en 19 dagen         |
| 3   |            | SS-Obergruppenführer en Generaal in de Waffen-SS Hans Jüttner (1894-1965)                 | 20/21 juli 1944 | 2 mei 1944/mei 1945 | 4 maand en 11 dagen         |
| 4   |            | SS-Obergruppenführer en Generaal in de Waffen-SS en politie Curt von Gottberg (1896-1945) | 2 december 1944 | 8 mei 1945          | 5 maand en 6 dagen          |

## Organisatie
Chef des Ausbildungswesens im Ersatzheer (vrije vertaling: Chef van het Opleidingswezen in het Reserveleger):
- General der Pioniere Walter Kuntze[21] (15 september 1942 - 31 januari 1945[22]/15 maart 1945[23][24])

Inspecties
- Inspektion der Infanterie (Inspectie van de Infanterie)
  - General der Infanterie z.V. Friedrich Roese (1 september 1939 - 1 mei 1942[25][26])
  - Generalleutnant Wilhelm Bohnstedt (1 mei 1942 - 25 januari 1945[27][28][29])
  - Onbekend (25 januari 1945 - 8 mei 1945)

- Inspektion der Reit- und Fahrwesens (Inspectie van de Rijders- en Chauffeurs)
  - Oberst Willibald von Langermann und Erlencamp (24 november 1938  - 4 december 1939[30])
  - Generalmajor Georg Hewelke (15 februari 1940  - 15 december 1940[31])
  - Generalleutnant Erich Weingart (1 februari 1941 - mei 1945[32][33])

- Inspektion der Artillerie (Inspectie van de Artillerie)
  - Generalleutnant Walter Petzel (1 november 1938[34][35][36] - 26 augustus 1939[36]/1 september 1939[35])
  - General der Artillerie Fritz Brand (1 september 1939 - 1 oktober 1943)
  - General der Artillerie Fritz Lindemann (1 oktober 1943 - 21 juli 1944[37])
  - General der Artillerie Wilhelm Berlin (21 juli 1944 - 27 februari 1945[38])

- Inspektion der Pioniere (Inspectie van de Genie)
  - Generalleutnant Alfred Jakob (24 november 1938[39]/1 september 1939[40] - 26 augustus 1939[39]/8 mei 1945[40])
  - Generalleutnant z.V. Hermann Hopff (2 september 1939 - 31 oktober 1942[41])

- Inspektion der Festungen (Inspectie van de Fortificaties) 
  - General der Pioniere Otto-Wilhelm Förster (1 februari 1933 - 24 november 1938[42])
  - Generalleutnant Alfred Jakob (24 november 1938[39]/1 september 1939[40] - 26 augustus 1939[39])
  - Generalleutnant z.V. Hermann Hopff (2 september 1939 - 31 oktober 1942[41])
  - Onbekend (31 oktober 1942 - 1 januari 1945)
  - Generalleutnant Wilhelm Meise (1 januari 1945 - 8 mei 1945[43][44][45])

- Inspektion der Panzertruppe  (Inspectie van de Pantsertroepen)
  - Generalleutnant z.V. Georg Kühn (26 augustus 1939 - 1 juni 1942[46])
  - Generalleutnant Johannes Streich (1 juni 1942 - 1 mei 1943[47][48])
  - General der Panzertruppe Heinrich Eberbach (28 februari 1943 - 15 oktober 1943[49][50][51])
  - Onbekend (15 oktober 1943 - 25 november 1943)
  - General der Panzertruppe Heinrich Eberbach (25 november 1943 - 1 juni 1944[50][51])
  - Onbekend (1 juni 1944 - 7 augustus 1944)
  - General der Panzertruppe Leo Geyr von Schweppenburg (2 juli 1944[52]/7 augustus 1944 - 8[52] mei 1945[53][54][55])

- Amtsgruppe Nachrichtenwesen (voormalig Inspectie van de Verbindingstroepen, nu Afdelingsgroep Verbindingstroepen) 
  - Generalleutnant Josef Rußwurm (1 mei 1942 - 25 april 1945[56][57])

- Inspektion der Nachschubtruppen (Inspectie van de Logistieke troepen)

- Inspektion der Nebeltruppen (Inspectie van de Raketwerpers)
  - Generalmajor Edgar Theißen (1 mei 1936 - 26 augustus 1939[58][59])
  - Generalmajor Friedrich von Tempelhoff (26 augustus 1939[60]/1 september 1939 - )
  - Generalleutnant Erwin Leister[61] (1 januari 1941 - 31 juli 1944[62]/1 augustus 1944[63])
  - Generalmajor Johann-Albrecht von Blücher[61] (1 augustus 1944 - 8 mei 1945)

- Inspektion der Eisenbahnpioniere (Inspectie van de Spoorweg genie)
  - General der Pioniere Alfred Jakob (24 november 1938[39]/1 september 1939 - 26 augustus 1939[39]/8 mei 1945[40])
  - Generalleutnant z.V. Hermann Hopff (2 september 1939 - 31 oktober 1942[64][41])

- Inspektion der Technischen Truppen (Inspectie van de Technische troepen)
  - Generalmajor Erich Hampe (31 mei 1941 - 8 mei 1945[65])

- Inspektion der Kraftfahrparktruppen (Inspectie van de Motor Park troepen)
  - Generalleutnant Adolf von Schell (1 november 1938 - )
  - General der Panzertruppe Fritz Kühn (23 februari 1943 - 15 februari 1944[22][66])
  - Oberst Peter-Paul Petersen (1 maart 1944 - ) (m.d.W.d.G.b.)
  - Generalleutnant Curt Kuno (20 april 1944 - )

- Sanitätsinspektion (Medische inspectie)
  - Generaloberstabsarzt Anton Waldmann (1 november 1932 - 17 december 1940)
  - Generalstabsarzt Siegfried Handloser (17 december 1940 - 31 december 1940[67]) (m.d.W.d.G.b.)
  - Generalarzt/Generalleutnant Paul Walter (1 september 1944 - )

- Veterinärinspektion (Dieren inspectie)
  - Generaloberstabsveterinär Curt Schulze (1 juni 1934 - 8 mei 1945)

- Feldzeuginspektion (Velduitrusting inspectie)

## Afkortingen
- i.G. = in de Generale Staf
- mit der Wahrnehmung der Geschäfte beauftragt (m.d.W.d.G.b.) - (vrije vertaling: met de waarneming van de functie belast)